# Eugène Forestier
Pour les articles homonymes, voir Forestier.
Eugène Forestier, né le 7 janvier 1877 à Saint-Ouen et mort le 7 août 1950 à Épinay-sur-Seine,, est un coureur cycliste français.

## Biographie
Eugène Forestier est originaire de Saint-Ouen, une localité située dans le département de la Seine. Il commence vraisemblablement la compétition cycliste durant les années 1890, dans un club de sa ville natale. Chez les amateurs, il prend notamment la deuxième place du championnat de France sur route en 1902. Il s'impose également sur une édition de Paris-Dieppe. 
En 1905, il remporte la première édition du « championnat de l’Escalier », une course ascensionnelle à pied organisée sur la Tour Eiffel. Pour obtenir ce succès, il gravit les 729 marches des deux premiers étages en 3 minutes et 12 secondes, un record toujours d’actualité. Il passe ensuite professionnel en cyclisme au sein de l'équipe Peugeot-Wolber. Surnommé le « laitier de Saint-Ouen », il participe au Tour de France 1908, où il se classe quinzième du classement général, tout étant rentré dans le top dix de trois étapes. Il est aussi inscrit sur la liste des engagés pour l'édition 1909, mais il n'en prend finalement pas le départ. 
Après une longue période d'arrêt, il reprend la compétition au début des années 1920, à plus de 40 ans. En 1921, il finit dixième et meilleur « touriste-routier » de Paris-Brest-Paris. L'année suivante, il se présente au départ de son second Tour de France. Il est néanmoins contraint à l'abandon lors de la troisième étape.

## Palmarès

### Par année
- 1902
  - Paris-Dieppe
  - 2e du championnat de France sur route amateurs
- 1921
  - 10e de Paris-Brest-Paris

### Résultats sur le Tour de France
2 participations
- 1908 : 15e
- 1922 : abandon (3e étape)